# (33561) Brianjasondu
1999 JA24 (asteroide 33561) é um asteroide da cintura principal. Possui uma excentricidade de 0.17464950 e uma inclinação de 3.70506º.
Este asteroide foi descoberto no dia 10 de maio de 1999 por LINEAR em Socorro.